# Свинцевий олівець

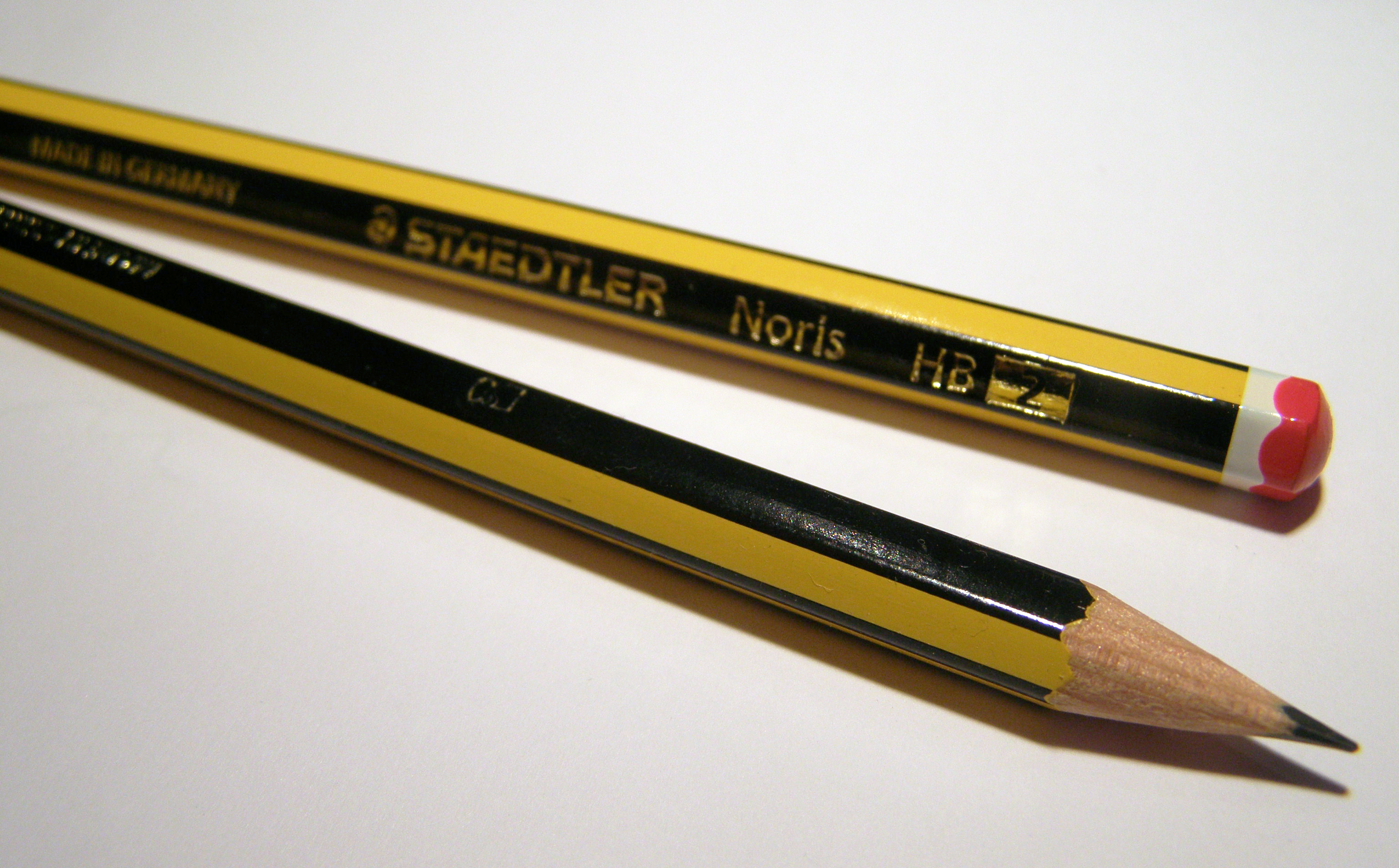
Свинцеві олівці

Свинцевий олівець — попередник сучасного графітного олівця.
Історія сучасного олівця почалася з використання в XIV столітті стрижнів (штифт) зі свинцю з цинком або оловом.
У німецькій мові словом Bleistift («свинцевий стрижень») досі називають і графітові олівці. Пам'ять про первісний матеріал олівцевого стрижня зберегла й українська мова: укр. олівець походить від пол. ołówek, утвореного від ołów («свинець»); вживання слова «оливо» щодо цього металу відоме і в українській мові. «Оливом» могли звати і сам олівець: пор. Шевченкове «Для себе, братики, спишу, Ще раз те оливо потрачу».
Для написання тексту свинцевий олівець широко не використовувався: по-перше, тому, що залишає на папері не яскравий, хоча й чіткий слід, і через це застосовувався для підготовчих начерків, а по-друге, тому, що тривалий контакт зі свинцем для писаря був небезпечним для здоров'я.
Темнішу риску залишав стрижень «з двох частин свинцю і однієї частини прокованого молотком олова». Лінія з часом під дією кисню повітря темніла, але легко видалялася м'якушкою хліба, пемзою — гумку придумали тільки у XVIII столітті.

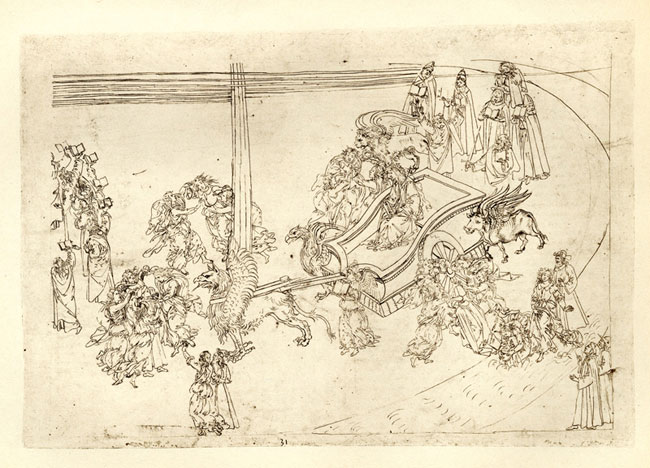
Чистилище XXXI. Ілюстрація Сандро Ботічеллі до Божественної комедії Данте

Свинцевий олівець вдало використовували художники Каміль Коро , Тарас Шевченко, Жан Огюст Домінік Енгр, Адольф Менцель, Сандро Боттічеллі.
В епоху Відродження для малювання використовували срібний стрижень. Його темно-сіра риска коричневіла при окисленні, і стерти її м'якушкою або пемзою було неможливо. Тому малювати такими олівцями могли собі дозволити тільки великі майстри малюнка, що не проводять на папері жодної зайвої або неточної лінії. Збереглися срібні малюнки Леонардо да Вінчі, Альбрехта Дюрера і навіть один срібний стрижень, що належав Лукасу Кранаху.